# Hemsbach
Hemsbach è un comune tedesco di 12 301 abitanti, situato nel nord - ovest del land del Baden-Württemberg.